# Allotinus macassarensis
Allotinus macassarensis är en fjärilsart som beskrevs av Holland 1891. Allotinus macassarensis ingår i släktet Allotinus och familjen juvelvingar. Inga underarter finns listade i Catalogue of Life.